# Blahovishchenske
Blahovishchenske (en ucraniano: Благовіщенське) es una ciudad ubicada en el Raión de Holovanivsk en el Óblast de Kirovogrado.

## Historia
Era un asentamiento en la Gobernación de Podolia durante el Imperio Ruso. Se publica un periódico local desde 1935. Obtuvo la categoría de ciudad desde 1974. La población a partir de 1989 era de 10648 personas.
El 19 de mayo de 2016, la Rada Suprema adoptó la decisión de cambiar el nombre de Ulianovka a Blahovishchenske y cumplir con la ley que prohíbe los nombres de origen comunista.
Hasta el 18 de julio de 2020, Blahovishchenske fue el centro administrativo de Raión de Blahovishchenske. El raión se abolió en julio de 2020 como parte de la reforma administrativa de Ucrania, que redujo el número de riones del Óblast de Kirovogrado a cuatro. El área del  Raión de Blahovishchenske se fusionó con Raión de Holovanivsk.